# ISO/IEC 8859-15
ISO/IEC 8859-15:1999(Information technology — 8-bit single-byte coded graphic character sets — Part 15: Latin alphabet No. 9)은 ASCII 기반 표준 문자 인코딩의 ISO/IEC 8859 시리즈의 일부로, 1999년 첫 에디션이 출판되었다. 비공식적으로 Latin-9(및 한동안은 Latin-0)으로 호칭되었다. ISO 8859-1와 유사하며 서부 유럽어군을 위해 고안된 것이기도 하지만 덜 일반적인 기호들 일부를 유로 기호 및 필수적으로 간주되는 일부 문자들로 대체되었다:
|         | A4 | A6 | A8 | B4 | B8 | BC | BD | BE |
| ------- | -- | -- | -- | -- | -- | -- | -- | -- |
| 8859-1  | ¤  | ¦  | ¨  | ´  | ¸  | ¼  | ½  | ¾  |
| 8859-15 | €  | Š  | š  | Ž  | ž  | Œ  | œ  | Ÿ  |

마이크로소프트는 코드 페이지 28650, 이른바 Windows-28605를 ISO-8859-15에 할당하였다. IBM은 코드 페이지 923(CCSID 923)을 ISO 8859-15에 할당하였다.
ISO/IEC 8859-1과 ISO/IEC 8859-15의 인쇄 가능한 모든 문자열들은 Windows-1252에서도 발견된다. 2016년 10월 모든 웹사이트 중 0.1%가 ISO-8859-15를 사용한다.